# Léopoldine de Saxe-Cobourg-Gotha
Léopoldine de Saxe-Cobourg-Gotha (en allemand : Leopoldine Blanka Maria Josepha  Ignatia Pankrazia Michaela Gabriele Raphaele Gonzaga von Sachsen-Coburg und Gotha), née au château de Gerasdorf bei Wien (Empire d'Autriche-Hongrie) le 13 mai 1905 et morte en Hongrie, probablement à Szolnok, le 24 décembre 1978, est une princesse de Saxe-Cobourg-Gotha, membre de la branche dite « brésilienne » de sa famille.

## Famille
La princesse Léopoldine est la quatrième fille et la septième des huit enfants du prince Auguste de Saxe-Cobourg-Gotha (1867-1922) et de son épouse l'archiduchesse Caroline de Toscane (1869-1945), mariés en 1894. Elle appartient à la branche dite « brésilienne » de sa famille,.
En effet, par sa grand-mère paternelle dont elle porte le prénom, la princesse Léopoldine du Brésil (1847-1871), la princesse Léopoldine est l'arrière-petite-fille de l'empereur Pierre II du Brésil (1825-1891) et de son épouse la princesse Thérèse-Christine des Deux-Siciles (1822-1889), tandis que, par son grand-père paternel, elle descend du prince Auguste de Saxe-Cobourg-Gotha (1818-1881) et de son épouse la princesse Clémentine d'Orléans (1817-1907).
Ses grands-parents maternels sont l'archiduc Charles Salvator de Habsbourg-Toscane (1839-1892) et son épouse la princesse Marie-Immaculée de Bourbon-Siciles (1844-1899). Dès lors, la princesse Clémentine est apparentée aux maisons de Habsbourg et de Bourbon-Siciles.
Léopoldine est donc la septième d'une fratrie de huit enfants comprenant : 
- ses six aînés :
  - 1) Auguste de Saxe-Cobourg-Gotha (1895-1909),
  - 2) Clémentine de Saxe-Cobourg-Gotha (1897-1975),
  - 3) Marie Caroline de Saxe-Cobourg-Gotha (1899-1941),
  - 4) Rainer de Saxe-Cobourg-Gotha (1900-1945),
  - 5) Philipp Josias de Saxe-Cobourg-Gotha (1901-1985),
  - 6) Theresa de Saxe-Cobourg-Gotha (1902-1990) ;
- et son puîné : 8) Ernst de Saxe-Cobourg-Gotha (1907-1978)[5],[6].

## Biographie

### Jeunesse

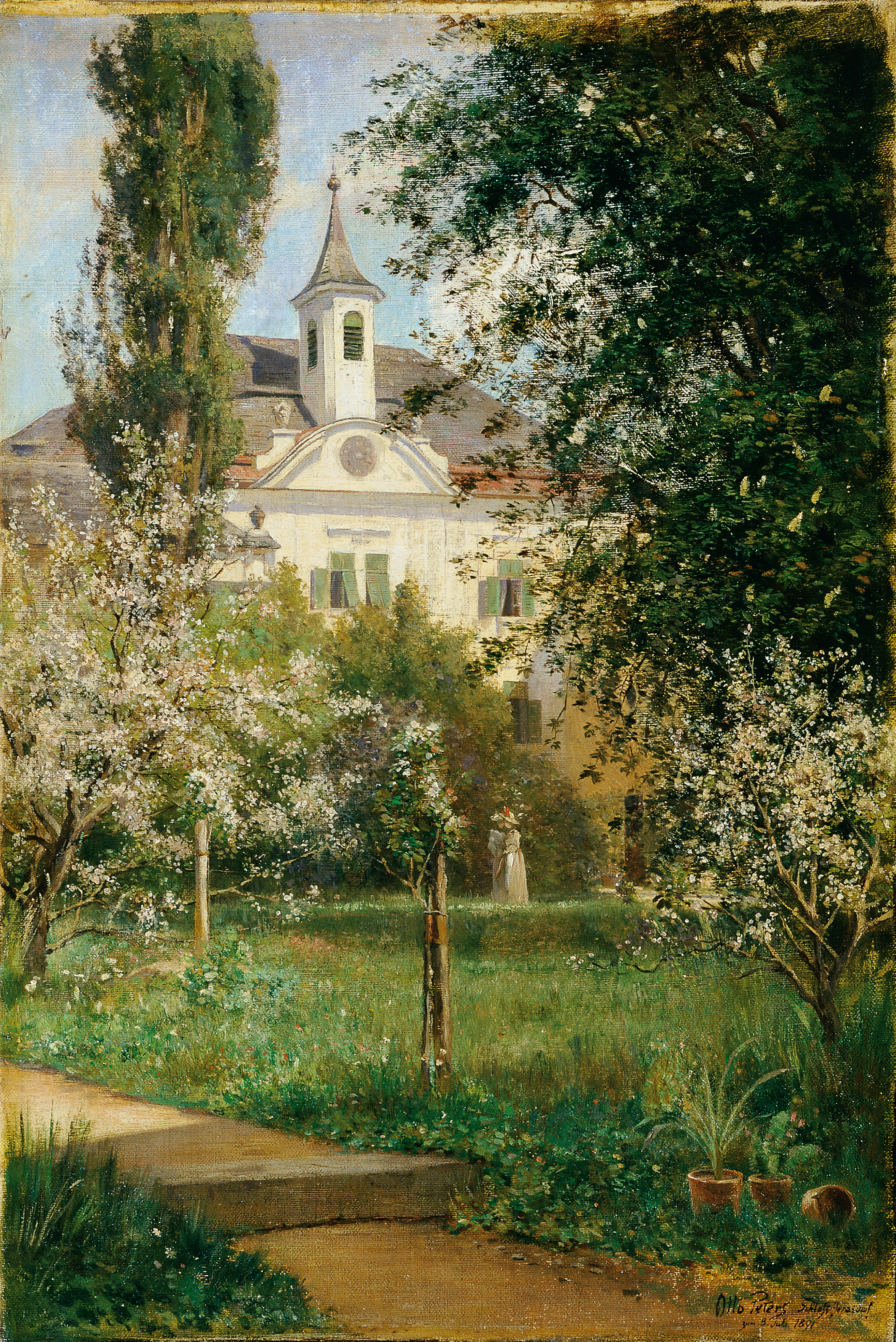
Le château de Gerasdorf, où naît Léopoldine en 1905, par Otto Seraphim Peters en 1891.

La princesse Léopoldine, née en 1905 au château de Gerasdorf bei Wien, passe sa jeunesse dans les diverses propriétés des Cobourg, avec ses nombreux frères et sœurs. L'harmonie familiale est troublée par la mort, le 22 septembre 1909, des suites d'une maladie pulmonaire, de son frère aîné Auguste à l'âge de 13 ans. Leur père Auguste, officier retiré des marines brésilienne et austro-hongroise, gère maintenant ses domaines et s'adonne à la chasse. 
Leur mère l'archiduchesse Caroline, aimable et dévote, est dévouée à l'éducation de ses enfants. Contrairement à l'usage dans beaucoup de familles royales, elle estime qu'une instruction à l'extérieur de la cellule familiale est préférable. Dès lors, Clémentine et sa sœur Thérésa sont éduquées dans une institution catholique privée, le couvent du Sacré-Cœur de Pressbaum près de Vienne. Léopoldine souffre d'un léger retard mental mais elle est adéquatement éduquée et parle couramment plusieurs langues dont l'allemand et le hongrois. Pianiste douée, elle est capable, sans avoir pu apprendre le solfège, de jouer des morceaux de Beethoven et de Mozart.
En 1918, la fin de la guerre bouleverse profondément le monde dans lequel Léopoldine a grandi. À partir de 1919, après la vente du château de Gerasdorf, la famille de la jeune fille réside au château de Schladming en Styrie.

### Sous le Troisième Reich
Le 7 mars 1933, à l'instar de ses frères Rainer et Ernst depuis 1930, Léopoldine s'inscrit au parti nazi. Le doute subsiste, en raison de son léger handicap mental, quant à la part vraiment personnelle de l'initiative de cette affiliation.
Lorsque la Seconde Guerre mondiale éclate, en 1939, la princesse Caroline et sa fille Léopoldine viennent s'installer auprès de Philipp Josias à Budapest, car le prince Ernst a vendu leur propriété de Schladming. Le 6 juin 1941, la princesse Marie Caroline est soustraite de l'institution religieuse où elle demeurait et emmenée de force au château de Hartheim à Alkoven, près de Linz. Le jour même, en raison de son handicap mental, elle est assassinée, victime du programme T4 conçu par les nazis et visant à euthanasier toute personne jugée inadaptée ou antisociale,,.
Tandis que sa mère et sa sœur Léopoldine demeurent toujours à Budapest, le 23 septembre 1944, le prince Philipp Josias épouse Sarah Aurelia Hálasz, issue d'une ancienne famille de la noblesse hongroise. Un mois plus tard, le 16 octobre, l'armée allemande se rend maîtresse de la Hongrie par le biais d'un gouvernement pro-nazi dirigé par Ferenc Szálasi. 
Au printemps 1945, Philipp Josias, incorporé de force dans un régiment hongrois, réussit à se désister en tant qu'officier, mais est il affecté à un régiment de transport naval en Méditerranée. Hajnal Hálasz, sœur de Sarah demeurant également à Budapest, s'enquiert du sort réservé à Léopoldine et sa mère. Hajnal découvre les deux princesses dans leur palais de la Uri utca en grande partie détruit : Caroline clouée dans un fauteuil roulant, et sa fille Léopoldine. La famille de Sarah Hálasz vient dès lors en aide aux deux femmes en leur procurant quotidiennement des vivres.

### Les années après-guerre
En mars 1945, lorsque les combats cessent, une autre sœur de Sarah, Laura-Louise prend le relais et vient en aide aux deux rescapées. La décision est prise de leur permettre de quitter les lieux devenus inhabitables, après le sauvetage des objets de valeur qui ont échappé aux pilleurs. Tandis que Sarah et son fils Philipp August se relogent dans un appartement à Pest, Léopoldine et sa mère Caroline emménagent dans une villa louée par le secrétaire de Philipp Josias. Deux semaines plus tard, le 12 mai 1945, la princesse Caroline meurt. 
En 1947, Philipp Josias quitte clandestinement la Hongrie, mais il a confié sa sœur Léopoldine aux bons soins de la famille Hálasz : depuis la fin de la guerre chez Laura-Louise Hálasz, puis chez Hajnal Hálasz, épouse d'un médecin de Szolnok, Károly Rozmanith, où elle demeure jusqu'à sa mort.

### Mort
La princesse Léopoldine meurt à l'âge de 73 ans le 24 décembre 1978 en Hongrie, probablement à Szolnok.

## Ascendance
|  |                                                 |  |  |  |  |  |  |  |  |  |  |  |  |
|  | 8. Auguste de Saxe-Cobourg-Gotha                |  |  |  |  |  |  |  |  |  |  |  |  |
|  |                                                 |  |  |  |  |  |  |  |  |  |  |  |  |
|  |                                                 |  |  |  |  |  |  |  |  |  |  |  |  |
|  | 4. Auguste de Saxe-Cobourg-Gotha                |  |  |  |  |  |  |  |  |  |  |  |  |
|  |                                                 |  |  |  |  |  |  |  |  |  |  |  |  |
|  |                                                 |  |  |  |  |  |  |  |  |  |  |  |  |
|  | 9. Clémentine d'Orléans                         |  |  |  |  |  |  |  |  |  |  |  |  |
|  |                                                 |  |  |  |  |  |  |  |  |  |  |  |  |
|  |                                                 |  |  |  |  |  |  |  |  |  |  |  |  |
|  | 2. Auguste de Saxe-Cobourg-Gotha                |  |  |  |  |  |  |  |  |  |  |  |  |
|  |                                                 |  |  |  |  |  |  |  |  |  |  |  |  |
|  |                                                 |  |  |  |  |  |  |  |  |  |  |  |  |
|  | 10. Pierre II du Brésil                         |  |  |  |  |  |  |  |  |  |  |  |  |
|  |                                                 |  |  |  |  |  |  |  |  |  |  |  |  |
|  |                                                 |  |  |  |  |  |  |  |  |  |  |  |  |
|  | 5. Léopoldine du Brésil                         |  |  |  |  |  |  |  |  |  |  |  |  |
|  |                                                 |  |  |  |  |  |  |  |  |  |  |  |  |
|  |                                                 |  |  |  |  |  |  |  |  |  |  |  |  |
|  | 11. Thérèse-Christine de Bourbon-Siciles        |  |  |  |  |  |  |  |  |  |  |  |  |
|  |                                                 |  |  |  |  |  |  |  |  |  |  |  |  |
|  |                                                 |  |  |  |  |  |  |  |  |  |  |  |  |
|  | 1. Léopoldine de Saxe-Cobourg-Gotha             |  |  |  |  |  |  |  |  |  |  |  |  |
|  |                                                 |  |  |  |  |  |  |  |  |  |  |  |  |
|  |                                                 |  |  |  |  |  |  |  |  |  |  |  |  |
|  | 12. Léopold II de Toscane                       |  |  |  |  |  |  |  |  |  |  |  |  |
|  |                                                 |  |  |  |  |  |  |  |  |  |  |  |  |
|  |                                                 |  |  |  |  |  |  |  |  |  |  |  |  |
|  | 6. Charles Salvator de Habsbourg-Toscane        |  |  |  |  |  |  |  |  |  |  |  |  |
|  |                                                 |  |  |  |  |  |  |  |  |  |  |  |  |
|  |                                                 |  |  |  |  |  |  |  |  |  |  |  |  |
|  | 13. Marie-Antoinette de Bourbon-Siciles         |  |  |  |  |  |  |  |  |  |  |  |  |
|  |                                                 |  |  |  |  |  |  |  |  |  |  |  |  |
|  |                                                 |  |  |  |  |  |  |  |  |  |  |  |  |
|  | 3. Caroline Marie de Habsbourg-Toscane          |  |  |  |  |  |  |  |  |  |  |  |  |
|  |                                                 |  |  |  |  |  |  |  |  |  |  |  |  |
|  |                                                 |  |  |  |  |  |  |  |  |  |  |  |  |
|  | 14. Ferdinand II des Deux-Siciles               |  |  |  |  |  |  |  |  |  |  |  |  |
|  |                                                 |  |  |  |  |  |  |  |  |  |  |  |  |
|  |                                                 |  |  |  |  |  |  |  |  |  |  |  |  |
|  | 7. Marie-Immaculée de Bourbon-Siciles           |  |  |  |  |  |  |  |  |  |  |  |  |
|  |                                                 |  |  |  |  |  |  |  |  |  |  |  |  |
|  |                                                 |  |  |  |  |  |  |  |  |  |  |  |  |
|  | 15. Marie-Thérèse de Habsbourg-Lorraine-Teschen |  |  |  |  |  |  |  |  |  |  |  |  |
|  |                                                 |  |  |  |  |  |  |  |  |  |  |  |  |
|  |                                                 |  |  |  |  |  |  |  |  |  |  |  |  |

#### Ouvrages généraux

Blason des Saxe-Cobourg brésiliens.

- Nicolas Énache, La descendance de Marie-Thérèse de Habsburg, Paris, Éditions L'intermédiaire des chercheurs et curieux, 1999, 795 p. (ISBN 978-2-908003-04-8).
- Michel Huberty et Alain Giraud, L'Allemagne dynastique : HESSE-REUSS-SAXE, t. I, Le Perreux-sur-Marne, 1976, 597 p.
- Olivier Defrance et Joseph van Loon, La Fortune de Dora : une petite-fille de Léopold II chez les nazis, Bruxelles, Racine, 2013 (ISBN 2873868171).
- (en) Alan R. Rushton, Charles Edward of Saxe-Coburg : The German Red Cross and the Plan to Kill “Unfit” Citizens 1933-1945, Cambridge, Cambridge Scholars Publishing, 2018, 225 p. (ISBN 978-1-5275-1340-2).

#### Articles biographiques
- (en) Olivier Defrance, « Between Egypt and Europe - The curious fate of Clémentine of Saxe-Coburg and Gotha », Royalty Digest Quarterly, no 4,‎ 2013, p. 1-13 (ISSN 1653-5219).
- Olivier Defrance et Joseph van Loon, « Philipp Josias de Saxe-Cobourg et Gotha, un cousin méconnu de nos rois », Museum Dynasticum, vol. XXX, no 1,‎ 2018, p. 5-21 (ISSN 0777-0936, lire en ligne, consulté le 18 août 2022).
- (en) Olivier Defrance et Joseph van Loon, « The Last Kohary - The life of Philipp Josias of Saxe-Coburg and Gotha », Royalty Digest Quarterly, no 4,‎ 2017, p. 1-12 (ISSN 1653-5219).